# Höksberget
Höksberget är ett naturreservat i Ragunda kommun i Jämtlands län.
Området är naturskyddat sedan 2017 och är 56 hektar stort. Reservatet består av grandominerad barrblandskog med inslag av lövträd och en tallskog i sydväst.  